# Spirit of America
Spirit of America (с англ. — «Дух Америки») — альбом-компиляция американской рок-группы The Beach Boys, вышедший в 1975 году на Capitol Records. Альбом занял 8-е место в американском хит-параде.

## Обзор
Spirit of America вышел по следам успеха предыдущего сборника группы Endless Summer, вышедшего летом 1974 года и вернувшего The Beach Boys внимание широкой массы любителей музыки. К тому времени у коллектива не выходило альбомов с новым материалом уже два года. Данный сборник включает менее известные хиты и альбомные песни 1962—1965 годов; единственной выбивающейся за эти временные рамки песней является «Break Away» 1969 года. Компиляция названа по малоприметной балладе из альбома Little Deuce Coupe 1963 года, что отражало сентименты по поводу подготовки к празднованию 200-летия США. Spirit of America оправдал расчёты Capitol Records (с которыми The Beach Boys расстались в 1969 году) и пользовался аналогичным успехом. Следуя той же концепции, что и Endless Summer и Spirit of America, Capitol Records выпустили ещё один подобный двойной сборник в 1982 году — Sunshine Dream.
В 1990 году Spirit of America был переиздан на одиночном компакт-диске. Лимитированное издание 1996 года (на так называемом золотом компакт-диске) включало две дополнительные песни — «Darlin’» и «I Can Hear Music»; кроме того, представлена студийная версия песни «Graduation Day», а не концертная, как в оригинале сборника.

## Список композиций
| №  | Название                      | Автор(ы)                               | Длительность |
| -- | ----------------------------- | -------------------------------------- | ------------ |
| 1. | «Dance, Dance, Dance»         | Брайан Уилсон / Карл Уилсон / Майк Лав | 1:59         |
| 2. | «Break Away»                  | Б. Уилсон / Реджи Данбар               | 2:54         |
| 3. | «A Young Man Is Gone»         | Бобби Троуп / М. Лав                   | 2:15         |
| 4. | «409»                         | Б. Уилсон / М. Лав / Гэри Ашер         | 2:00         |
| 5. | «The Little Girl I Once Knew» | Б. Уилсон                              | 2:36         |
| 6. | «Spirit of America»           | Б. Уилсон / Роджер Кристиан            | 2:23         |

| №  | Название          | Автор(ы)               | Длительность |
| -- | ----------------- | ---------------------- | ------------ |
| 1. | «Little Honda»    | Б. Уилсон / М. Лав     | 1:51         |
| 2. | «Hushabye»        | Док Помус / Морт Шуман | 2:40         |
| 3. | «Hawaii»          | Б. Уилсон / М. Лав     | 1:59         |
| 4. | «Drive-In»        | Б. Уилсон / М. Лав     | 1:50         |
| 5. | «Good to My Baby» | Б. Уилсон / М. Лав     | 2:17         |
| 6. | «Tell Me Why»     | Леннон / Маккартни     | 1:38         |

| №  | Название                    | Автор(ы)                    | Длительность |
| -- | --------------------------- | --------------------------- | ------------ |
| 1. | «Do You Remember?»          | Б. Уилсон / М. Лав          | 1:37         |
| 2. | «This Car of Mine»          | Б. Уилсон / М. Лав          | 1:35         |
| 3. | «Please Let Me Wonder»      | Б. Уилсон / М. Лав          | 2:45         |
| 4. | «Why Do Fools Fall in Love» | Фрэнки Лаймон / Моррис Леви | 1:58         |
| 5. | «Custom Machine»            | Б. Уилсон / М. Лав          | 1:38         |

| №  | Название                             | Автор(ы)               | Длительность |
| -- | ------------------------------------ | ---------------------- | ------------ |
| 1. | «Barbara Ann» (Album version)        | Фред Фассерт           | 3:07         |
| 2. | «Salt Lake City»                     | Б. Уилсон / М. Лав     | 2:00         |
| 3. | «Don't Back Down»                    | Б. Уилсон / М. Лав     | 1:44         |
| 4. | «When I Grow Up (To Be a Man)»       | Б. Уилсон / М. Лав     | 2:02         |
| 5. | «Do You Wanna Dance?»                | Бобби Фриман           | 2:18         |
| 6. | «Graduation Day» (концертная запись) | Дж. Шерман / Н. Шерман | 2:17         |

## Позиции в хит-парадах
| Чарт (1975)         | Высшая позиция | Пребывание в чарте |
| ------------------- | -------------- | ------------------ |
| США (Billboard 200) | 8              | 43 недели          |

| Чарт (1975)   | Позиция |
| ------------- | ------- |
| Billboard 200 | 43      |